# Poging tot staatsgreep in Congo-Kinshasa in 2024
Op 19 mei 2024 vond een poging tot staatsgreep plaats in Congo-Kinshasa (DRC). Ze was gericht tegen president Félix Tshisekedi en zijn minister van Economie Vital Kamerhe en werd snel verijdeld door de veiligheidstroepen. 
De poging werd toegeschreven aan troepen die loyaal waren aan oppositiepoliticus Christian Malanga, de zelfverbannen leider van de Parti des Congolais Unis, die in de Verenigde Staten woonde en tijdens de poging werd gedood.

## Achtergrond
De poging tot staatsgreep vond plaats tijdens een politieke crisis die de regeringspartij van president Félix Tshisekedi in zijn greep hield. De crisis draaide om de verkiezingen voor de leiding van het parlement. Deze verkiezingen waren aanvankelijk gepland voor 18 mei 2024, maar werden vervolgens uitgesteld. Een van de beoogde politici was een bondgenoot van Tshisekedi, minister van Economie Vital Kamerhe, die zich kandidaat stelde voor het presidentschap van de Nationale Assemblee.

## Gebeurtenissen
In de vroege uren van 19 mei, rond 04:30 uur, werden gevechten gemeld in de hoofdstad Kinshasa. Er werden botsingen gemeld tussen mannen in militaire uniformen en de veiligheidstroepen nabij het Palais du Peuple, waar de aanvallers erin slaagden binnen te komen. Twintig anderen vielen de woning van Vital Kamerhe aan de Boulevard Tshatshi in de wijk Gombe aan, maar de aanval werd verijdeld door zijn bewakers. Er werd ook geweervuur gemeld nabij het Palais de la Nation. Minstens vijftig mensen, waaronder drie Amerikaanse staatsburgers, werden gearresteerd in verband met de poging tot staatsgreep. Sommigen van hen zouden ook Canadese paspoorten bij zich hebben.
De aanvallers toonden vlaggen van Zaïre en verklaarden dat ze een verandering in het regime van de DRC wilden zien. Ze zeiden ook: 'Tshisekedi eruit!' tijdens de poging.
Het Congolese leger werd vervolgens samen met gepantserde voertuigen in Kinshasa ingezet. Er werden wegversperringen geïnstalleerd nabij het Palais du Peuple en andere delen van de hoofdstad.

## Slachtoffers
Bij de couppoging kwamen twee politieagenten en vier aanvallers om het leven, onder wie hun leider, Christian Malanga. Verschillende mensen raakten gewond nadat een granaat afgevuurd vanuit Kinshasa over de Congorivier vloog en landde in een wijk van Brazzaville, de naburige hoofdstad van Congo-Brazzaville.

## Onderzoek
Volgens de eerste rapporten waren de aanvallers leden van het Congolese leger voordat werd ontdekt dat ze banden hadden met Christian Malanga, de zelfverbannen leider van de oppositiepartij Parti des Congolais Unis. Malanga verscheen vervolgens op een livestreamvideo in het Palais de la Nation, omringd door mannen in militaire uniformen, en zei: "Felix, je bent weg. We komen je halen." 
Een legerwoordvoerder zei later dat Malanga werd gedood nadat hij zich had verzet tegen arrestatie door de Republikeinse Garde tijdens de gevechten in het Palais de la Nation. Zijn zoon, die het Amerikaanse staatsburgerschap bezat, werd ook als dader werd geïdentificeerd, samen met twee andere Amerikaanse staatsburgers. Een ervan werd geïdentificeerd als een zakenpartner van Malanga.

## Reacties
Het leger verklaarde dat de poging 'verijdeld' en 'onder controle' was. De Amerikaanse ambassade drong aan op voorzichtigheid, waarbij ambassadeur Lucy Tamlyn zei dat de ambassade samenwerkt met de Congolese autoriteiten in het onderzoek en beloofde "elke betrokken Amerikaanse burger ter verantwoording te roepen". De Franse ambassade waarschuwde tegen reizen naar Gombe. De Afrikaanse Unie heeft de poging tot staatsgreep veroordeeld.

## Rechtszaken
Drieënvijftig mensen werden formeel beschuldigd van verschillende misdrijven die verband houden met de staatsgreep, zoals terrorisme, moord en criminele vereniging, waarvan sommige halsmisdrijven zijn. Nadat Christian Malanga en een andere overleden persoon van de lijst waren verwijderd, begon op 7 juni 2024 in de militaire gevangenis van Ndolo in Kinshasa een krijgsraad op televisie voor de resterende 51 verdachten, waaronder Marcel Malanga, Benjamin Reuben Zalman-Polun en Tyler Thompson. 
In de loop van het proces zeiden Marcel Malanga en Benjamin Zalman-Polun dat ze door Christian Malanga waren gedwongen deel te nemen aan de staatsgreep, en dat hij had gedreigd hen te vermoorden. Human Rights Watch bekritiseerde de opname van Jean-Jacques Wondo, een Belgisch-Congolese onderzoeker op het gebied van politieke en veiligheidskwesties, als verdachte in de zaak, en zei dat de reden voor de aanklachten tegen hem enkel een foto van hem en Christian Malanga leek te zijn die in 2016 was genomen.
Op 27 augustus werd de doodstraf geëist tegen vijftig beklaagden, onder wie de drie Amerikanen. De openbare aanklager vroeg de rechtbank ook alle voorwerpen die bij het plegen van de strafbare feiten werden gebruikt, in beslag te nemen ten voordele van de Congolese staat. Eén verdachte die aan "psychologische problemen" leed werd door de aanklager gespaard. 
De rechtbank deed zijn vonnis op 13 september, en veroordeelde 37 beklaagden ter dood, waaronder Marcel Malanga, Zalman-Polun, Thompson, Wondo, een Brits staatsburger van Congolese afkomst, en een Canadees staatsburger van Congolese afkomst. De andere 14 verdachten werden vrijgesproken. De veroordeelden werden ook veroordeeld tot het betalen van meer dan 145 miljard Congolese frank ($ 50 miljoen) schadevergoeding aan de Congolese staat.